# Seltene Krankheit
Als Seltene Krankheit oder Seltene Erkrankung (SE), auch als Rare Disease bekannt, bezeichnet man eine Krankheit, die nur wenige Menschen betrifft. Im engeren und fachsprachlichen Gebrauch ist es eine Gruppe von seltenen Erkrankungen, die wegen ihrer Schwere oder Gefährlichkeit dennoch Aufmerksamkeit der Behörden, Ärzte- und Patientenorganisationen erfahren (auch englisch orphan disease; von englisch orphan ‚Waise‘). Die konkrete Definition dazu unterscheidet sich von Land zu Land, z. B. verwenden die US-amerikanischen Behörden eine Prävalenz von höchstens 1:1500 Menschen, Japan 1:2500, die Europäische Union 1:2000 (bzw. wenn weniger als fünf von 10.000 Menschen daran leiden). In Deutschland soll es insgesamt ca. 8000 derartige Erkrankungen geben, die zusammen 6–8 % der Bevölkerung betreffen, wobei die Prävalenz im gesamten EU-Raum etwa gleich ist.

## Kriterien
Seltene Krankheiten sind oft lebensbedrohliche oder chronisch einschränkende Erkrankungen, die einer speziellen Behandlung bedürfen. Je nach Land bzw. Staatenbund gelten verschiedene Kriterien für die Einordnung als seltene Krankheit.
So definiert die einschlägige EU-Verordnung als seltenes Leiden ein solches, „das lebensbedrohend ist oder eine chronische Invalidität nach sich zieht“ und von dem in der Europäischen Gemeinschaft „nicht mehr als fünf von zehntausend Personen betroffen sind“. Viele seltene Erkrankungen werden durch einen Gendefekt verursacht.
| Region     | Prävalenz, relativ                      | Betroffene absolut            | Anzahl Krankheiten |
| ---------- | --------------------------------------- | ----------------------------- | ------------------ |
| EU         | weniger als 5 pro 10.000 Einwohner      | weniger als 228.000 Patienten |                    |
| USA        | weniger als 7,5 pro 10.000 Einwohner    | weniger als 200.000 Patienten | 7000               |
| Japan      | weniger als 4 pro 10.000 Einwohner      | weniger als 50.000 Patienten  |                    |
| Australien | weniger als rund 1 pro 10.000 Einwohner | weniger als 2000 Patienten    |                    |
| Schweiz    | höchstens 5 pro 10.000 Einwohner        | höchstens ca. 4300 Patienten  |                    |

Zu den äußerst seltenen Krankheiten zählen in der EU solche, die weniger als 0,2 pro 10.000 Personen betreffen.
1997 wurde vom französischen Gesundheitsministerium die Orphanet initiiert; das Projekt beinhaltet eine Datenbank rund um seltene Krankheiten und deren Behandlungsmöglichkeiten.
Das Nationale Netzwerk seltener Krankheiten hat im Oktober 2006 bekanntgegeben, dass derzeit rund 17.000 genetisch bedingte seltene Krankheiten bekannt sind, davon 5000 bis 8000 allein in Deutschland.
Nach einer Schätzung des Global Genes Projects haben weltweit etwa 300 Millionen Menschen eine von etwa 7000 Krankheiten, die in den Vereinigten Staaten als selten definiert werden. In der EU sind zwischen 27 und 36 Millionen Menschen von seltenen Krankheiten betroffen. In Deutschland geht man auch mit Stand 2024 von 4 Millionen Betroffenen aus.

## Orphan-Arzneimittel
Arzneimittel gegen seltene Krankheiten werden auch als Orphan-Arzneimittel (engl.: orphan medicinal product) bezeichnet. Der Status von Arzneimitteln als Orphan-Arzneimittel wird durch den regelmäßig in Amsterdam tagenden Ausschuss für Arzneimittel gegen seltene Krankheiten (Committee for Orphan Medicinal Products, COMP) der Europäischen Arzneimittelagentur (EMA) erörtert und dann empfohlen.
In der Regel ist es für die pharmazeutische Industrie wirtschaftlich uninteressant, Arzneimittel gegen seltene Krankheiten zu entwickeln. Aus diesem Grund wurden von verschiedenen Staaten Verordnungen und Gesetze erlassen, um die Behandlung dieser Krankheiten zu fördern. Pharmazeutische Unternehmen, die zur Behandlung seltener Krankheiten neue Arzneimittel entwickeln, erhalten Erleichterungen für deren Zulassung und Vermarktung. Zunächst erließen im Jahr 1983 die USA den Orphan Drug Act.
Die EU-Verordnung über Arzneimittel zur Behandlung seltener Leiden (Verordnung Nr. 141/2000) trat am 22. Januar 2000 in Kraft. Sie soll die Forschung, Entwicklung und Verbreitung von medizinischen Produkten im Bereich der seltenen Krankheiten fördern. Etwas Vergleichbares aus der Schweiz liegt nicht vor. Auch andere Länder folgten.
Es zeichnet sich zwischenzeitlich sogar eine Tendenz innerhalb der pharmazeutischen Industrie ab, sich auf die Entwicklung von Orphan Drugs zu konzentrieren. Im Mai 2021 traf der Gemeinsame Bundesausschuss (G-BA) 15 Beschlüsse zum Zusatznutzen von neuen Arzneimitteln. Bei 12 dieser 15 Beschlüsse handelte es sich um die Bewertung von Orphan Drugs. Prof. Josef Hecken, unparteiischer Vorsitzender des G-BA und Vorsitzender des Unterausschusses Arzneimittel, wird zitiert: „Aussagekräftige Studien sind auch bei Orphan Drugs, also Medikamenten gegen seltene Leiden, möglich.“

## Öffentliche Aufmerksamkeit
Der Tag der seltenen Krankheiten wurde in Europa und Kanada erstmals am 29. Februar 2008 begangen, um die Öffentlichkeit auf die Belange der Betroffenen aufmerksam zu machen.
Mit Stand Ende 2024 lässt sich feststellen, dass die Entwicklungen in den vergangenen 15 Jahren dazu geführt haben, dass der Bereich der seltenen Erkrankungen einen sehr sichtbaren Einzug in die Medizinforschung und auch in die Krankenversorgung in Deutschland gefunden hat. So wurden
- in den vergangenen Jahren an verschiedenen deutschen Universitätsklinika eigene Institute für seltene Erkrankungen eingerichtet.
- mit dem „Modellvorhaben zur umfassenden Diagnostik und Therapiefindung mittels Genomsequenzierung bei seltenen und onkologischen Erkrankungen“ gemäß § 64e SGB V, dessen praktische Anwendung im zweiten Halbjahr 2024 gestartet ist, erstmals hochspezialisierte Diagnostikverfahren für seltene Erkrankungen als Krankenhausleistungen für die an diesem Modellvorhaben beteiligten Krankenhäuser abrechnungsfähig.[16]
- lt. Bundesministerium für Bildung und Forschung (BMBF) von ihm die Erforschung der seltenen Erkrankungen seit 2003 mit Nachdruck unterstützt. So seien 144 Millionen Euro in nationale Forschungsverbünde investiert worden.[17]
- seitens der EU für diesen Bereich eine Reihe von Maßnahmen angestoßen, dass „Kräfte und Mittel zur Diagnose und Behandlung solcher Erkrankungen gebündelt werden und Fachwissen über Grenzen hinweg ausgetauscht wird“.[18]

### Universitätskliniken/Universitäten und staatliche Einrichtungen
- vom Universitätsklinikum Wien: Übersicht auf seltene Erkrankungen spezialisierter Datenbanken
- seitens dem ZSE-Netzwerk Nordrhein-Westfalen der NRW-Universitätsklinika: Zentren für Seltene Erkrankungen im Netzwerk NRW-ZSE
- vom Universitätsklinikum Freiburg Freiburg Zentrum für Seltene Erkrankungen
- vom Universitätsklinikum Frankfurt: SE-Atlas – Kartierung von Versorgungseinrichtungen für Menschen mit seltenen Erkrankungen
- Patienteninformation seitens der EU: Nationale Kontaktstelle für die grenzüberschreitende Gesundheitsversorgung

### Verbände und Initiativen
- mit Sitz in Berlin/D: Allianz Chronischer Seltener Erkrankungen (ACHSE) e. V.
- mit Sitz in Berlin/D: Stiftung Gesundheitswissen „portal-se“
- mit Sitz in Wien: Pro Rare Austria - österreichischer Dachverband für seltene Krankheiten
- mit Sitz in Lausanne/CH: Pro Raris Schweiz – Allianz seltener Krankheiten Schweiz (www.proraris.ch)
- mit Sitz in Uster/CH: Förderverein für Kinder mit seltenen Krankheiten, Patientenorganisation
- mit Sitz in Uster/CH: Wissensplattform Seltene Krankheiten
- mit Sitz in Washington/USA: National Organization for Rare Disorders (NORD)